# K. R. T. Wasitodiningrat

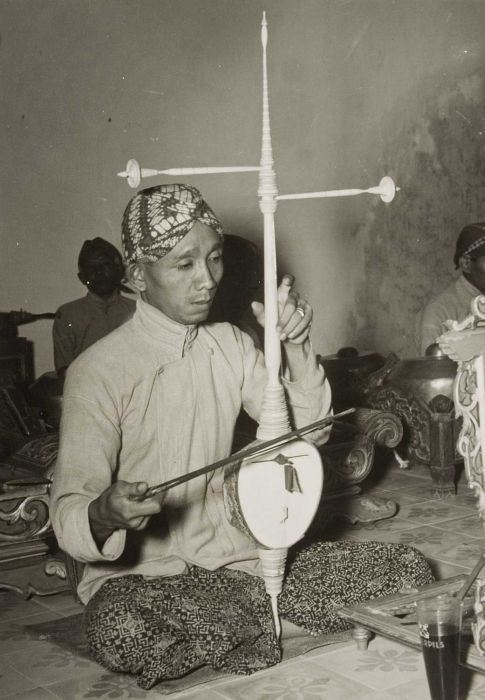
K. R. T. Wasitodiningrat tocando rebab

K. R. T. Wasitodiningrat, también conocido como K.P.H. Notoprojo, Tjokrowasito o Wasitodipuro, (1909, Java - 2007) fue un renombrado músico de gamelan. 
Lideró el gamelan del palacio de Paku Alaman así como el gamelan de la Radio de la República Indonesia, comenzando en 1934, y enseñó gamelan en universidades de varios países. Compuso música para drama dancístico en los 60's. Sus más de 250 composiciones incluyen numerosas piezas ligeras para gamelan lagu dolanan y obras experimentales kreasi baru. Partituras de sus obras, así como una serie de 2 volúmenes de su notación para música vocal, son publicadas por American Gamelan Institute. En marzo de 2004, recibió el premio Nugraha Bhakti Musik Indonesia Award. 